# Супа
Су́па (эст. Supa) — деревня в волости Валга уезда Валгамаа, Эстония.
До административной реформы местных самоуправлений Эстонии 2017 года входила в состав волости Тыллисте (упразднена).

## География и описание
Расположена в 7 км к северо-востоку от волостного и уездного центра — города Валга. Высота над уровнем моря — 60 метров.
Климат умеренный. Официальный язык — эстонский. Почтовый индекс — 68305.

## Население
По данным переписи населения 2021 года, в Супа насчитывалось 38 жителей, из них 35 (94,6 %) — эстонцы.
По данным переписи населения 2011 года, в деревне проживали 44 человека, из них 40 (90,9 %) — эстонцы.
Численность населения деревни Супа по данным переписей населения:
| Год  | 1959 | 1970 | 1979 | 1989 | 2000 | 2011 | 2021 |
| ---- | ---- | ---- | ---- | ---- | ---- | ---- | ---- |
| Чел. | 89   | ↘ 75 | ↘ 54 | ↘ 37 | ↗ 41 | ↗ 44 | ↘ 38 |

## История
В источниках 1683 года упоминается Suppe, 1688 года — Supper, около 1900 года упоминается хутор Суппа.
В старину деревня принадлежала мызе Сорхоф (эст. Soorhof, Соору, эст. Sooru mõis) и была известна под названием Летти (в 1793 году упоминается как Letti Külla — «Латышская деревня»), в противоположность расположенной ближе к Хуммули деревне Эсти (Esti Külla — «Эстонская деревня», в настоящее время деревня Соору). В середине XX века за деревней закрепилось название старинного хутора Супа. В деревне выделяют две части (группы хуторов), которые носят названия Кийза (эст. Kiisa) и Лаане (эст. Laane).

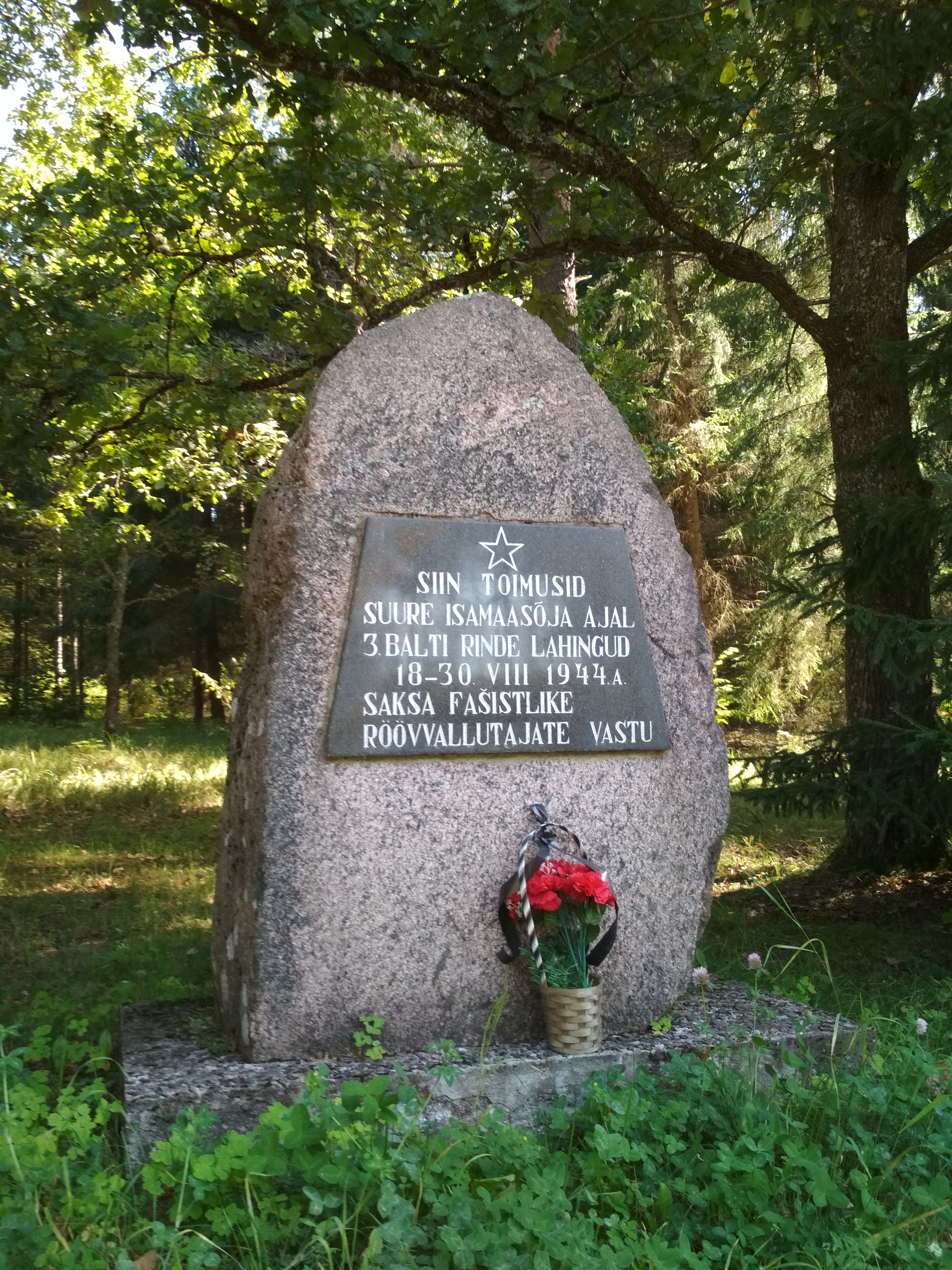
Памятник войскам 3-го Прибалтийского фронта РККА в Супа. Демонтирован в 2023 году

В 1963 году на территории Супа был установлен памятник войскам 3-го Прибалтийского фронта Красной армии с надписью «Здесь в годы Великой Отечественной войны с 18 по 30 августа 1944 года проходили бои 3-го Прибалтийского фронта против немецко-фашистских захватчиков». В протоколе от 30 ноября 2022 года рабочая группа по советским памятникам при Госканцелярии Эстонии (РГСП) признала памятник «красным монументом», подлежащим удалению из общественного пространства. Памятник был демонтирован в 2023 году (см. Список советских военных памятников Эстонии).

## Происхождение топонима
В XVII веке Zup было добавочным крестьянским именем, вероятно, латышского происхождения. Заимствованное слово означает небольшую кучу, например, сноп сена. Название можно сравнить с русским словом «чуб» и происходящими от него фамилиями Чупа, Чупкин, Чуплов и др.

## Комментарии
1. ↑  Эстонские топонимы, оканчивающиеся на -а, не склоняются и не имеют женского рода (исключение — Нарва)[6].